# Гуймарас
Гуймарас (тагал. Lalawigan ng Guimaras) — острівна провінція на Філіппінах в регіоні Західні Вісаї. Столицею провінції є місто Джордан. Провінція розташована на однойменному острові Гуймарас в затоці Панай між островами Панай і Негрос. На північний захід розташована провінція Ілоіло, на південний схід — регіон Негрос.
Провінція складається з острова Гуймарас та декількох дрібних островів. До складу провінції входить 5 муніципалітетів.
Провінцію Гуймарас було утворено 22 травня 1992 року. До цього дана територія входила до складу провінції Ілоіло. Населення провінції згідно перепису 2015 року становило 174 613 осіб із щільністю 290 жителів на квадратний кілометр.
Основою економіки провінції є сільське господарство (переробка кокосових горіхів, вирощування манго, овочів, худоби, птиці) та рибальство. Поширеними є також туризм, гірничодобувна промисловість та виробництво вапна.